# Веллі-Ейкерс (Каліфорнія)
Веллі-Ейкерс (англ. Valley Acres) — переписна місцевість (CDP) в США, в окрузі Керн штату Каліфорнія. Населення — 504 особи (2020).

## Географія
Веллі-Ейкерс розташоване за координатами 35°12′31″ пн. ш. 119°24′38″ зх. д. / 35.20861° пн. ш. 119.41056° зх. д. (35.208668, -119.410651).  За даними Бюро перепису населення США в 2010 році переписна місцевість мала площу 10,68 км², уся площа — суходіл.

## Демографія
Згідно з переписом 2010 року, у переписній місцевості мешкало 527 осіб у 175 домогосподарствах у складі 136 родин. Густота населення становила 49 осіб/км².  Було 193 помешкання (18/км²).
Расовий склад населення:
| - 81,2 % — білих - 1,9 % — корінних американців - 0,2 % — чорних або афроамериканців - 0,2 % — азіатів - 8,0 % — осіб інших рас |

До двох чи більше рас належало 8,5 %. Частка іспаномовних становила 23,0 % від усіх жителів.
За віковим діапазоном населення розподілялося таким чином: 25,4 % — особи молодші 18 років, 60,4 % — особи у віці 18—64 років, 14,2 % — особи у віці 65 років та старші. Медіана віку мешканця становила 39,8 року. На 100 осіб жіночої статі у переписній місцевості припадало 105,1 чоловіків;  на 100 жінок у віці від 18 років та старших — 111,3 чоловіків також старших 18 років.
Середній дохід на одне домашнє господарство  становив 79 300 доларів США (медіана — 58 229), а середній дохід на одну сім'ю — 93 980 доларів (медіана — 61 711). За межею бідності перебувало 7,5 % осіб, у тому числі 0,0 % дітей у віці до 18 років та 4,9 % осіб у віці 65 років та старших.
Цивільне працевлаштоване населення становило 212 особи. Основні галузі зайнятості: сільське господарство, лісництво, риболовля — 23,6 %, будівництво — 20,3 %, освіта, охорона здоров'я та соціальна допомога — 18,4 %.